# Секретное вторжение
«Секре́тное вторже́ние» (англ. Secret Invasion) — серия комиксов, изданная Marvel Comics. Сценарий кроссовера написал Брайан Майкл Бендис, иллюстрировал Лейнил Фрэнсис Ю.
Скруллы — инопланетная раса, способная менять свою внешность, тайно проникла в каждую организацию супергероев на Земле с одной целью… полномасштабное вторжение.
Слоган комикса: «Кому вы доверяете?».

## Сюжет

### Пролог
Через несколько недель после убийства Капитана Америки домой к Дум-Думу Дугану — агенту организации Щ.И.Т и близкому другу Ника Фьюри — бывшего главы Щ.И.Т.а, пропавшего после событий Секретной войны, приходит графиня Валентина Аллегра де Фонталь. Она ищет Ника Фьюри. Выяснив, что Дуган ничего не знает о нынешнем местонахождении своего бывшего начальника, Валентина тяжело ранит Дум-Дума: из её правой руки вырастают три когтя, точно как у Росомахи. На глазах умирающего Дугана графиня принимает его облик.

### Развитие основного сюжета
После событий Гражданской войны супергеройское сообщество всё ещё является разделённым. Раса Скруллов — инопланетян, способных менять свою внешность, считает это время самым удобным для своего вторжения на Землю.
Инопланетяне маскируются под суперлюдей, причём никакими средствами раскрыть замаскированного пришельца нельзя, даже супернюх Росомахи, высокоточные сенсоры Железного человека, телепатия Профессора Икс, паучье чутьё Человека-паука или магия Доктора Стрэнджа не могут обнаружить шпиона.
После смерти Электры оказывается, что она — диверсант Скруллов, а это значит, что Скруллы смогли проникнуть даже в ряды супергероев.

## Участники события

### Персонажи, защитники Земли
- Могучие Мстители:
  - Железный человек
  - Чёрная вдова
  - Часовой
  - Чудо-человек
  - Мисс Марвел
  - Арес
- Тайные Мстители:
  - Люк Кейдж
  - Человек-паук
  - Росомаха
  - Эхо
  - Ронин
  - Железный кулак
- Фантастическая Четвёрка:
  - Мистер Фантастик
  - Человек-Факел
- Громовержцы:
  - Норман Озборн
- Сорвиголова
- Марвел-Бой
- Ник Фьюри
- Тор

### Персонажи, оказавшиеся Скруллами
- Электра
- Чёрный Гром
- Могучие Мстители:
  - Женщина-Паук
- Фантастическая Четвёрка:
  - Невидимая Леди
- Жёлтый Жакет
- Дум-Дум Дуган
- Капитан Марвел
- Эдвин Джарвис (дворецкий Тони Старка)

## Побочные выпуски

### Secret Invasion: The Infiltration
- Avengers: The Initiative Annual #1
- Captain Marvel (vol. 6) #3-5
- The Mighty Avengers #7
- Ms. Marvel (vol. 2) #25-27
- The New Avengers #38-39
- The New Avengers: Illuminati #5

### Secret Invasion (минисерии)
| - Avengers: The Initiative #14-19 - Black Panther (vol. 4) #39-41 - Captain Britain and MI: 13 #1-4 - Deadpool (vol. 4) #1-3 - Guardians of the Galaxy (vol. 2) #4-6 - Incredible Hercules #117-120 - The Invincible Iron Man #33-35 - Marvel Spotlight: Secret Invasion Saga #1 - The Mighty Avengers #12-20 - Ms. Marvel (vol. 2) #28-30 - New Avengers #40-47 - New Avengers: Illuminati #1-4 - New Warriors (vol. 4) #14-15 - Nova (vol. 4) #16-18 - Punisher War Journal #24-25 | - Secret Invasion: Amazing Spider-Man #1-3 - Secret Invasion: Aftermath Beta Ray Bill: The Green of Eden #1 - Secret Invasion: Dark Reign #1 - Secret Invasion: Fantastic Four #1-3 - Secret Invasion: Front Line #1-5 - Secret Invasion: Inhumans #1-4 - Secret Invasion: Requiem #1 - Secret Invasion: Runaways/Young Avengers #1-3 - Secret Invasion: Thor #1-3 - Secret Invasion: Who Do You Trust? one-shot - Secret Invasion: X-Men #1-4 - She-Hulk (vol. 2) #31-33 - Skrulls! one-shot - Thunderbolts #122-125 - X-Factor (vol. 3) #33-34 |  |

## Коллекционные издания
Все выпуски доступны в виде коллекционных изданий.
Основные сборники:
- Secret Invasion: The Infiltration ISBN 0-7851-3231-7
- Secret Invasion ISBN 0-7851-3297-X
- Secret Invasion: Front Line ISBN 0-7851-3377-1
- Secret Invasion: Who Do You Trust? ISBN 0-7851-3409-3

Побочные выпуски:
- Secret Invasion: Amazing Spider-Man ISBN 0-7851-3270-8
- Avengers: The Initiative Volume 3: Secret Invasion ISBN 0-7851-3150-7
- Black Panther: Secret Invasion ISBN 0-7851-3397-6
- Captain Britain and MI13 Volume 1: Secret Invasion ISBN 0-7851-3344-5
- Captain Marvel: Secret Invasion ISBN 0-7851-3303-8
- Deadpool Volume 1: Secret Invasion ISBN 0-7851-3273-2
- Secret Invasion: Fantastic Four ISBN 0-7851-3247-3
- Incredible Hercules: Secret Invasion ISBN 0-7851-3333-X
- Secret Invasion: Inhumans ISBN 0-7851-3248-1
- Mighty Avengers:
  - Volume 3: Secret Invasion, Book 1 ISBN 0-7851-3009-8
  - Volume 4: Secret Invasion, Book 2 ISBN 0-7851-3649-5
- Ms Marvel Volume 5: Secret Invasion ISBN 0-7851-3019-5
- New Avengers:
  - Volume 8: Secret Invasion, Book 1 ISBN 0-7851-2946-4
  - Volume 9: Secret Invasion, Book 2 ISBN 0-7851-2948-0
- Punisher War Journal Volume 5: Secret Invasion ISBN 0-7851-3148-5
- Secret Invasion: Runaways/Young Avengers ISBN 0-7851-3266-X
- Secret Invasion: Thor ISBN 0-7851-3426-3
- Thunderbolts Volume 3: Secret Invasion ISBN 0-7851-2394-6
- Secret Invasion: War Machine ISBN 0-7851-3455-7
- X-Factor Volume 6: Secret Invasion ISBN 0-7851-2865-4
- Secret Invasion: X-Men ISBN 0-7851-3343-7
- She Hulk Volume 8: Secret Invasion ISBN 0-7851-3180-9

## Вне комиксов

### Кинематографическая вселенная Marvel
В сентябре 2020 года стало известно о разработке сериала о Нике Фьюри в рамках медиафраншизы «Кинематографическая вселенная Marvel». В декабре сериал получил официальное название «Секретное вторжение»: по сюжету одна из фракций скруллов получит контроль над всеми аспектами жизни землян.
Премьера сериала состоялась 21 июня 2023 года на стриминговом сервисе Disney+.

### Мультсериалы
Секретному вторжению посвящены несколько серий 2 сезона мультсериала «Мстители. Величайшие герои Земли». По сюжету подменёнными Скруллами героями оказались Капитан Америка, Пересмешница, Невидимая Леди, Гадюка, Кобра, агент Щ.И.Т. Клей Куотермейн и другие.

### Мерчендайзинг
Компания Marvel Heroclix выпустила набор коллекционных фигурок в тематике Secret Invasion. В него вошли Капитан Марвел, Дум-Дум Дуган, Жёлтый Жакет, Электра и Мисс Марвел. Веранке (как Женщина-паук) и Лийя (как Невидимая Леди) были представлены только в обличии Скруллов.